# Illuka
Illuka est un village de 88 habitants de la Commune de Illuka du Comté de Viru-Est en Estonie. 

## Manoir d'Illuka
Le manoir d'Illuka, fondé en tant que domaine seigneurial en 1657, présente un bâtiment principal datant de 1888, conçu par l'architecte Friedrich Modi. Des restaurations ont été menées dans les années 1990 et de nouveau entre 2013 et 2015.

## Galerie

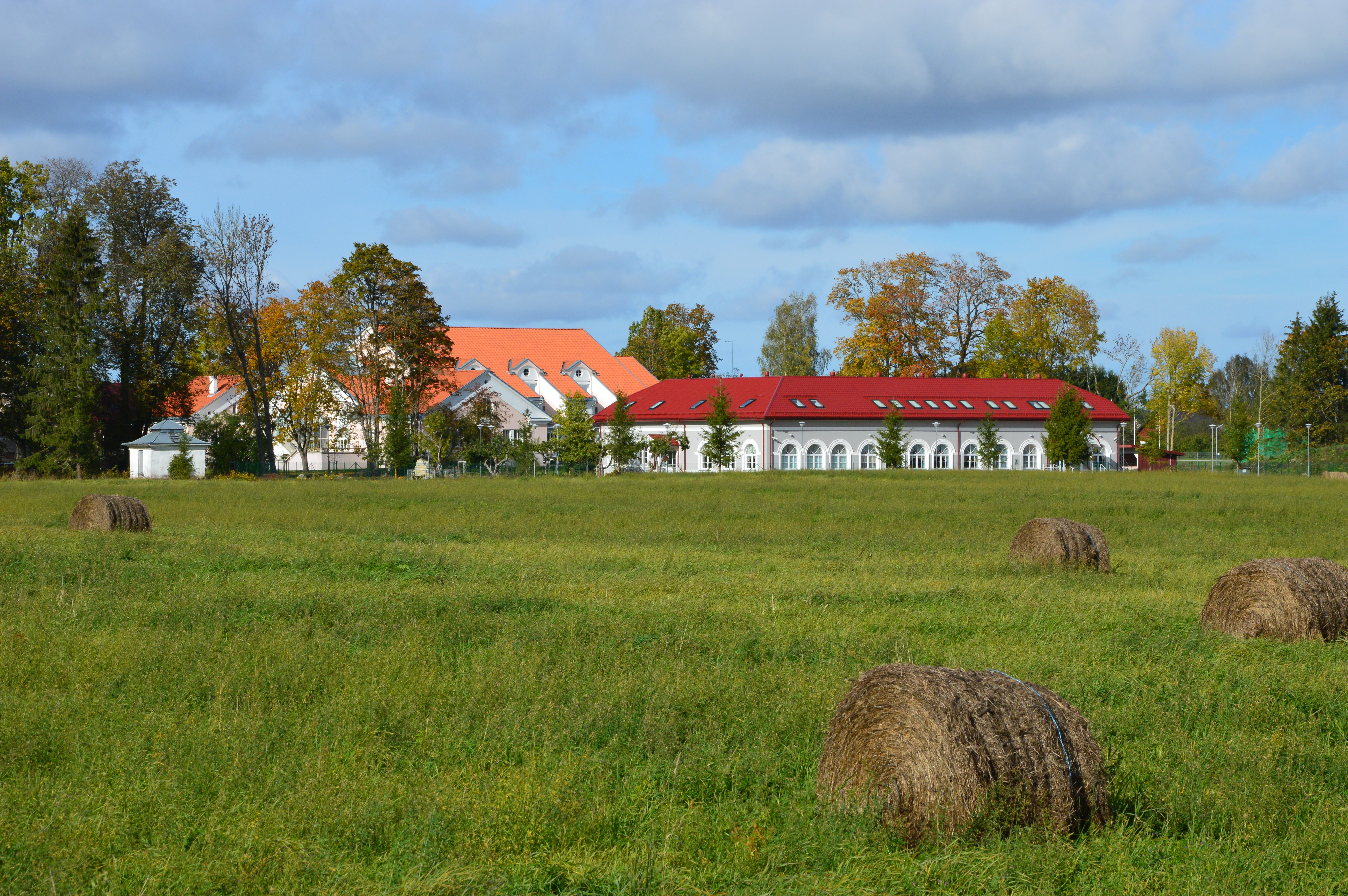
Les bâtiments du manoir d'Illuka.
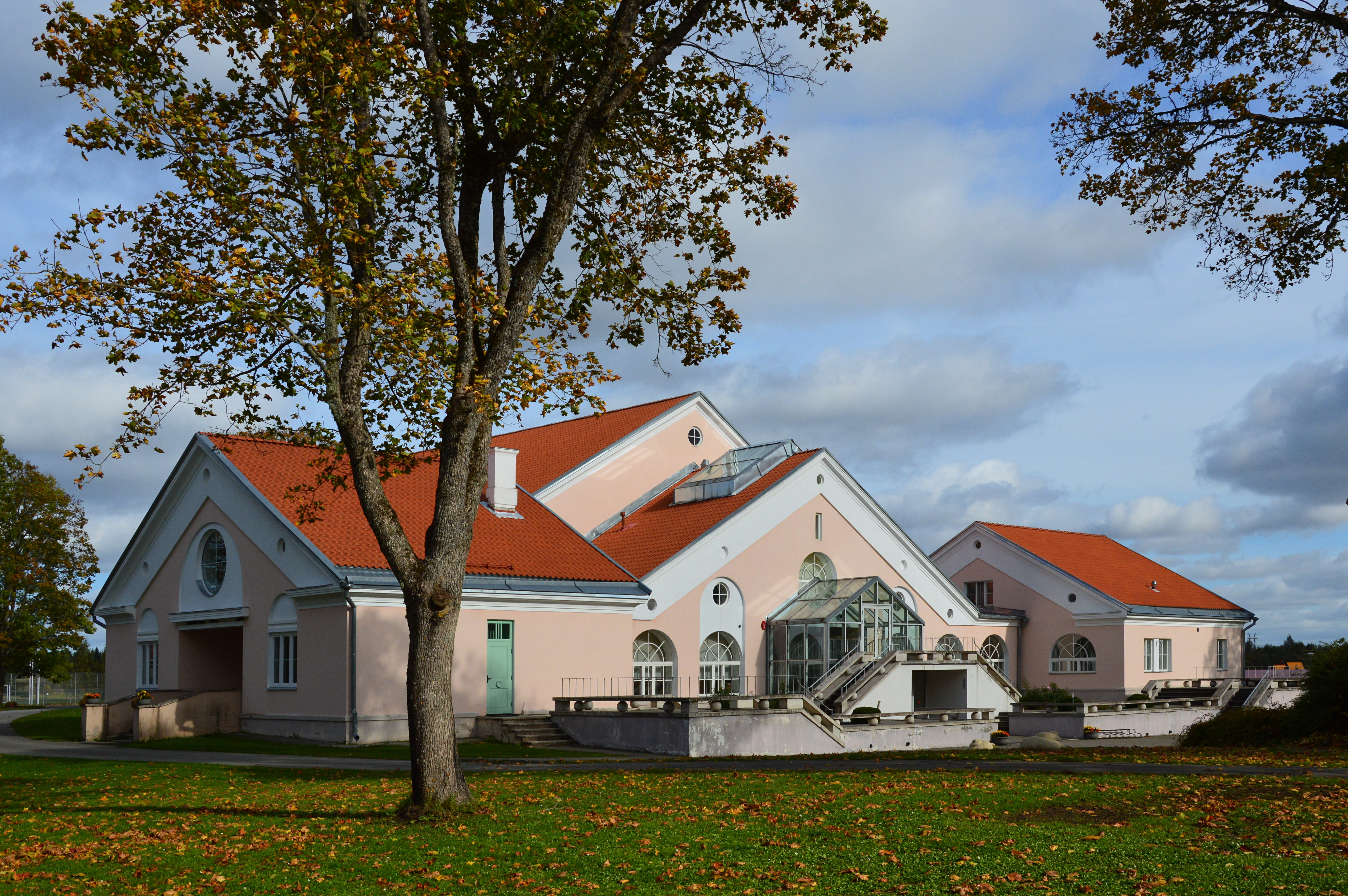
Les bâtiments du manoir d'Illuka.
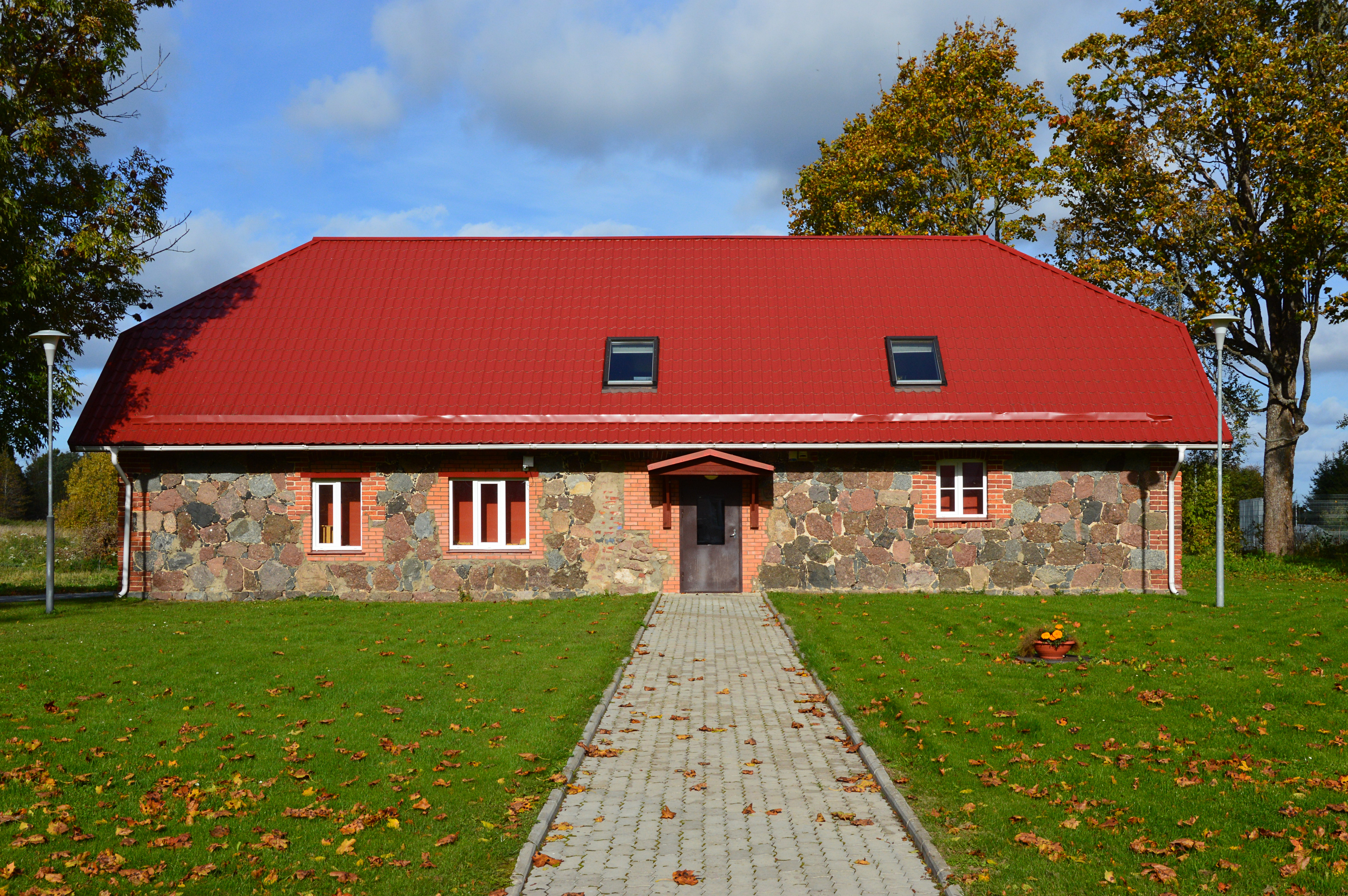
Les bâtiments du manoir d'Illuka.
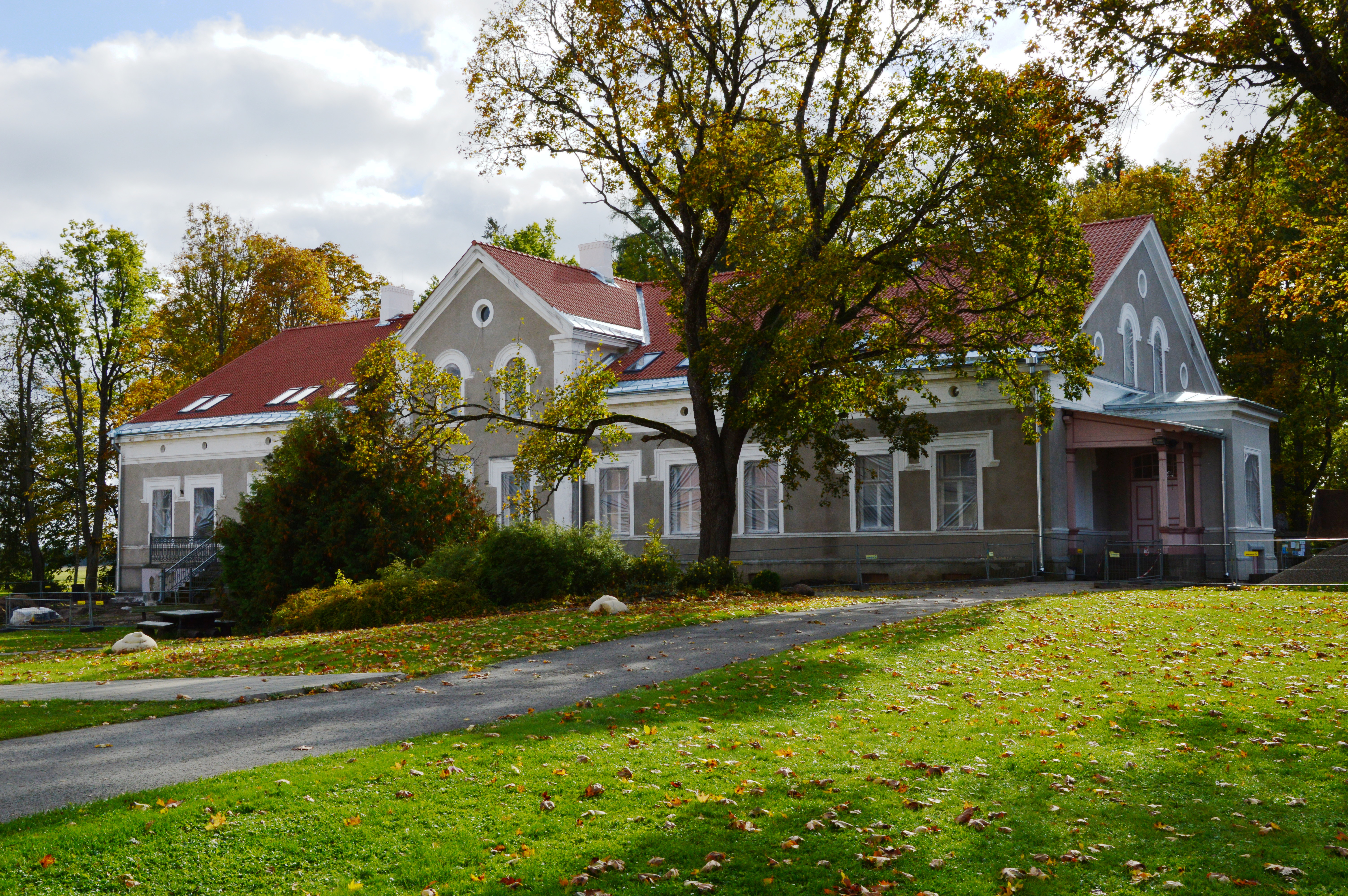
Le bâtiment principal du manoir d'Illuka